# Íñigo Cervantes
Íñigo Cervantes, właśc. Íñigo Cervantes Huegun García (ur. 30 listopada 1989 w Hondarribie) – hiszpański tenisista.

## Kariera tenisowa
Zawodową karierę Cervantes rozpoczął w 2009 roku.
W grze pojedynczej wygrał 6 turniejów ATP Challenger Tour, w tym kończący sezon ATP Challenger Tour Finals w 2015 roku.
W grze podwójnej doszedł do 1 finału z cyklu ATP World Tour, w lutym 2016 roku w Buenos Aires wspólnie z Paolem Lorenzim.
Najwyżej sklasyfikowany w rankingu singlistów był na 56. miejscu (21 marca 2016), natomiast w zestawieniu deblistów na 105. pozycji (19 września 2016).

### Finały w turniejach ATP World Tour
| Legenda                                      |
| -------------------------------------------- |
| Wielki Szlem                                 |
| Igrzyska olimpijskie                         |
| Tennis Masters Cup / ATP Finals              |
| ATP Masters Series / ATP Tour Masters 1000   |
| ATP International Series Gold / ATP Tour 500 |
| ATP International Series / ATP Tour 250      |

#### Gra podwójna (0–1)
| Końcowy wynik | Nr | Data           | Turniej      | Nawierzchnia | Partner       | Przeciwnicy                       | Wynik finału |
| ------------- | -- | -------------- | ------------ | ------------ | ------------- | --------------------------------- | ------------ |
| Finalista     | 1. | 14 lutego 2016 | Buenos Aires | Ceglana      | Paolo Lorenzi | Juan Sebastián Cabal Robert Farah | 3:6, 0:6     |